# 森の学校楠学園
森の学校楠学園（もりのがっこうくすのきがくえん、英語: Kusunoki, the alternative school in forest）は、鹿児島県姶良市蒲生町にあるオルタナティブスクールである。2008年4月に設立された。楠学園小学部と楠学園中学部からなる。略称は楠学園（くすのきがくえん）。

## 方針

### 理念
「本質を見抜く感性を磨く」
何事もセンスが重要という考えと、子どもは本来秀逸な感受性を持っているという信念から制定された。多岐にわたる実体験を通してこれらの完成を育むとしている。

### 行動指針
校則を設定せず、代わりに「クレド」と呼ばれる行動指針を置いている。
1. 私は 自分の気持ちと身体を大切にします。
2. 私は 他人（ひと）の気持ちと身体も大切にします。
3. 私は 世界の問題を自分のものとして受け止めます。
4. 私は 自分や世界をよりよいものにする機会を求めます。
5. 私は 「できない」「分からない」と言う前にやってみます。
6. 私は 自分の身嗜みと言葉遣いとふるまいに誇りを持ちます。
7. 私は 八百万（やおよろず）のものに敬意を持って接します。

## 沿革
- 2008年（平成20年）4月 - 鹿児島県姶良郡蒲生町上久徳に開校（蒲生町上久徳2600番地）敷地300坪の武家屋敷を活用。
- 2010年（平成22年）3月 - 合併により蒲生町が姶良市に。
- 2011年（平成23年）
  - 4月
    - 同市蒲生町新留地区へ移転。仮施設を経て現在地へ（蒲生町白男2780番地1）
    - 「森のようちえん・つくしんぼ」併設（プレオープン）
- 2012年（平成24年）
  - 2月 - 姶良市の委託を受け「新留ふれあいの森冒険遊び場”かむおん”」設立（https://bouken-asobiba.org/play/asobiba-202.html）
  - 4月 - 「森のようちえん・つくしんぼ」開園
- 2017年（平成29年）
  - 2月 - 楠学園開校十周年感謝祭開催
  - 4月 - 「森のようちえん・つくしんぼ」休園
- 2018年（平成30年）6月 - 開校十周年企画「主体的な学びを実践する小中学生による日波交流サマースクール」実施

## 概観

### カリキュラム
総合学習を基本とし、学習・プログラム・探究の時間と長期プロジェクトからなる。希望者は部活動を行う。

#### 基礎学習
異年齢混合での授業と各児童生徒に合わせた基礎学習

#### プログラム
専任講師による授業。年度によって内容は異なる。過去には絵画・護身術・タップダンス・トランポリン・身体遣い・演劇・音楽・合唱・ピアノ・ギター・作曲・稲作・畑作・発電・釣り・魚料理・獣の解体・刃物研ぎ・コーチング・芸術鑑賞・テーブルマナー等が行われた。

#### 探究
興味関心を深め、テーマを持って自由に活動する

#### プロジェクト
ある程度の長期にわたり全員あるいは希望者でひとつのテーマに取り組む。過去には日野原重明氏脚本による音楽劇「葉っぱのフレディ〜いのちの旅〜」や高橋素晴氏監修による森の教室づくり・無人島サバイバルキャンプ・自転車の旅・ポーランド移動教室・修学旅行などが行われた。

### シンボルマーク
楠学園のシンボルマークはテンダー（小崎悠太）氏のデザインによる。とりどりの色は子どもたちの多様性を表わし、形は蒲生の大楠をかたどっている。

### 校歌・応援歌
楠学園には校歌のほかに、学園をイメージして提供された応援歌がある。

#### 校歌
「ひとみかがやかせ」作詞：吉岡和佳子・藤浦清香 作曲：北村教子 編曲：吉田尚未

#### 応援歌
「世界へ」
「さわやかな風を吸い込んで」

## 組織・社会との関係

### 運営母体
楠学園は「特定非営利活動法人 森の学校楠学園」を運営母体とする。

### 組織
代表理事：藤浦清香　
顧問：松田健一・岸英光
理事・職員・講師・寮母・ウーファーにて構成される。ウーファーとは欧州を中心とする海外からの長期ボランティアを指す。

### 社会との関係
児童生徒は住所のある公立小中学校に公的な学籍を置き、実際の学習活動地として楠学園に籍を置くというダブル学籍の形をとる。
公立学校の校長の許可により学習活動は出席日数としてカウントされる。
楠学園は WWOOF Japan、SERVAS、worm showers のホストとなっている。
また代表理事（藤浦清香）は特定非営利活動法人 Lab蒲生郷の理事を務めるほか、日本一大楠どんと秋祭り、オーガニックフェスタかごしま、鹿児島未来170人会議、文芸教育研究協議会などに関わっている。

## 施設

### 校舎
職員と協力者の手作りによる「空の教室」と生徒自身の手作りによる「海の教室」、音楽室、水屋、ルツボックス（執務室）、ゲル（ようちえん舎）がある。

### 森
姶良市の保有林を借り受け、生徒と共に管理するほか、冒険遊び場を設置し定期的に開放している。

### 寮
同地区に寮を設置。遠方からの生徒が利用している。